# Coccyzus erythropthalmus

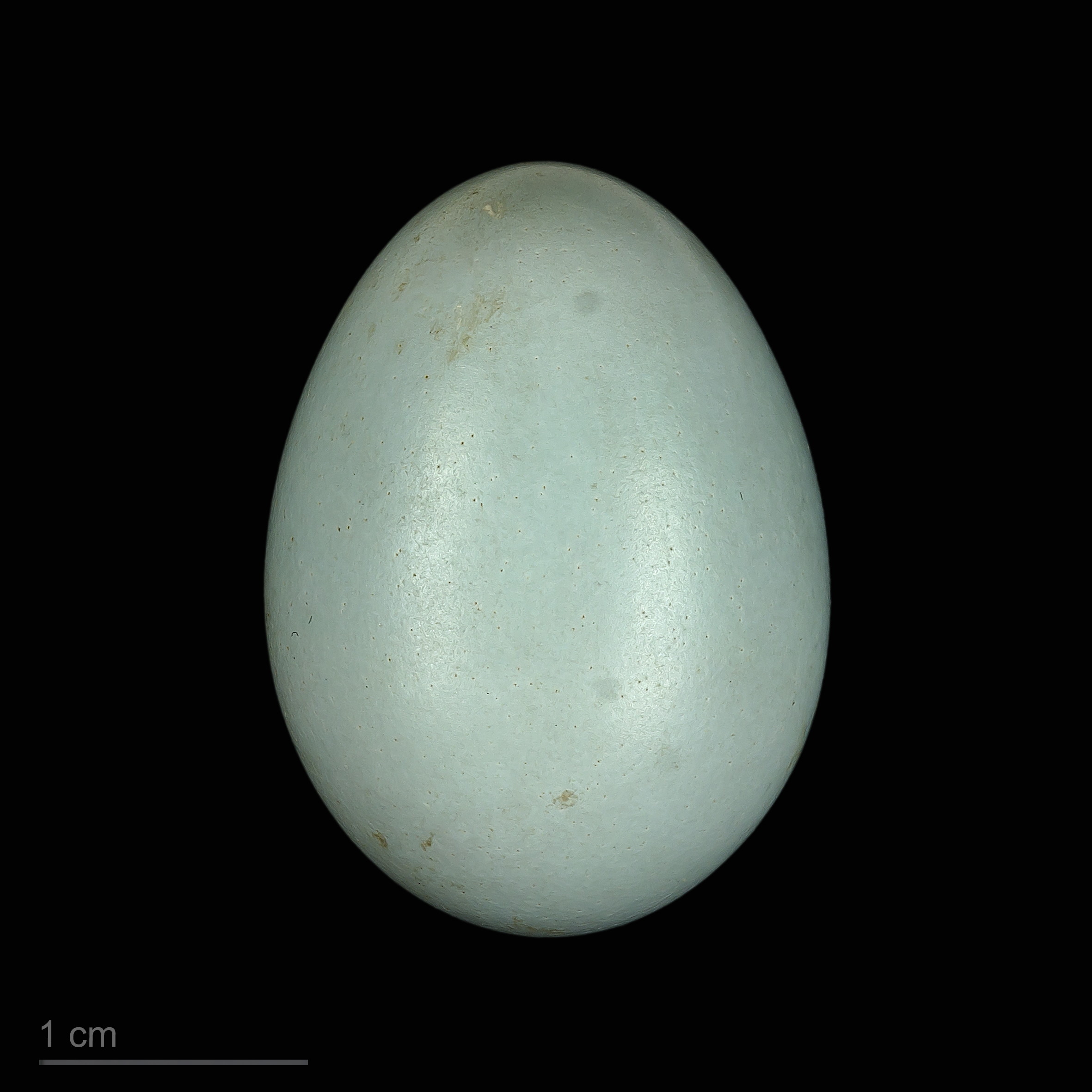
Coccyzus erythropthalmus - MHNT

El cuclillo piquinegro, cuclillo pico negro, cuclillo de pico negro, cuclillo ojo colorado, cuclillo de ojo colorado, primavera de pico negro, pájaro bobo pico negro, pájaro bobo piquinegro o martín-pescador amazona (Coccyzus erythropthalmus) es una especie de ave cuculiforme de la familia Cuculidae que cría en Norteamérica y emigra a Sudamérica. Es sumamente raro observar algún ejemplar en Europa occidental. No se conocen subespecies.